# كيت كروز أوبراين
كيت كروز أوبراين (بالإنجليزية: Kate Cruise O'Brien)‏ (26 مايو 1948 - 26 مايو 1998)؛ كاتِبة ومؤلِّفة وشاعرة أيرلندية.